# هندسة محطات القوى

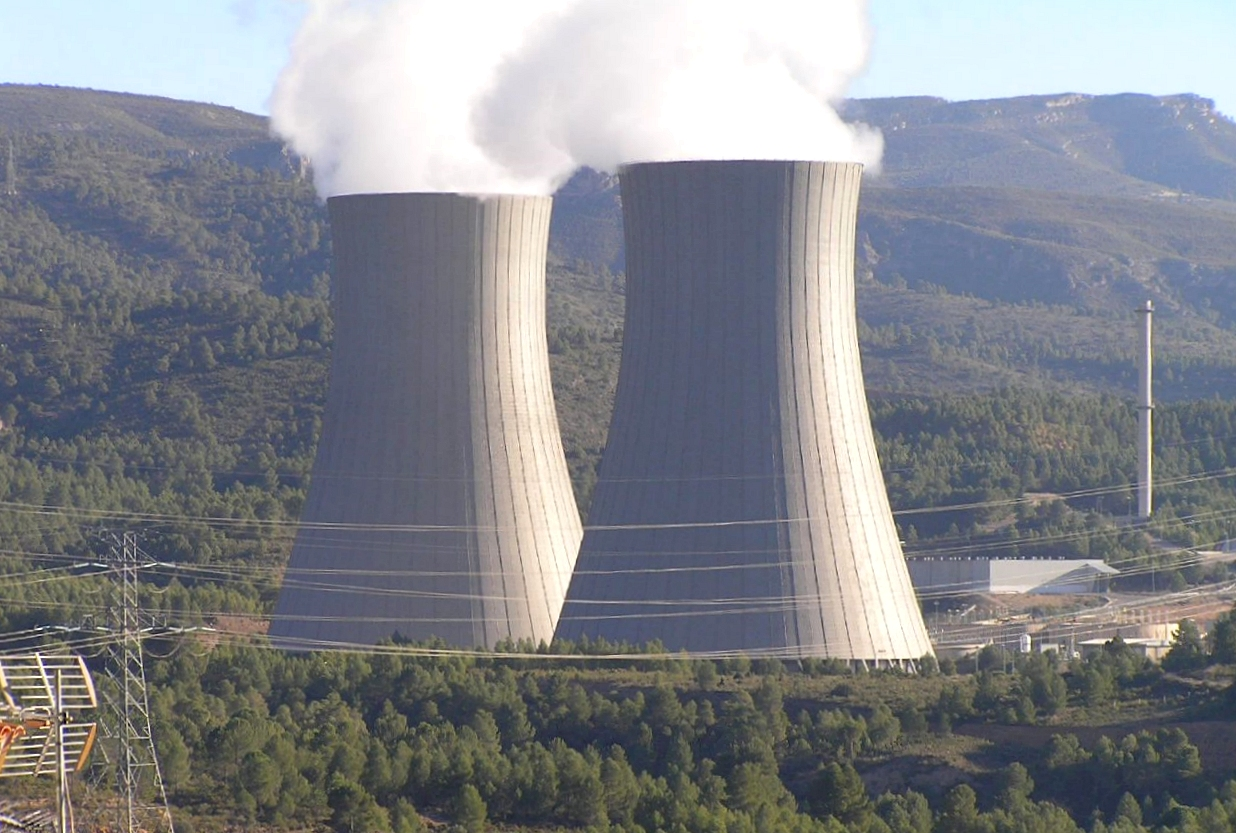
مداخن نموذجية لمحطة الطاقة النووية

هندسة محطات الطاقة هي جزء من هندسة الطاقة ويتم تعريفها بأنها «الهندسة التقنية اللازمة لإنتاج الطاقة الكهربائية للمحطة المركزية». يركز المجال على توليد الطاقة للصناعات والمجتمعات وليس لإنتاج الطاقة المنزلية.

## المجال

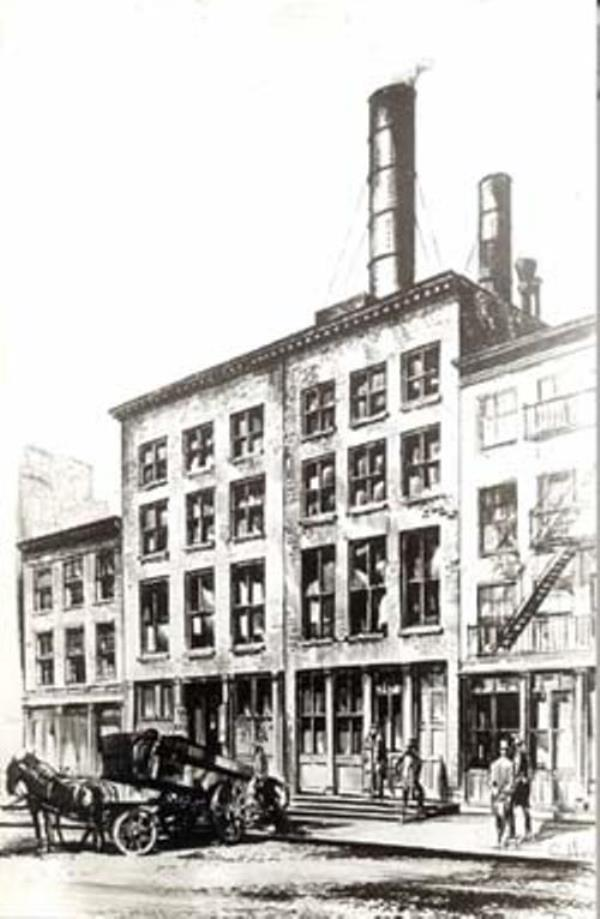
محطة بيرل ستريت 1882

المجال هو مجال متعدد التخصصات وذلك باستخدام القاعدة النظرية لكل من الهندسة الميكانيكية والكهربائية. لقد تطور الجانب الهندسي لإدارة محطات الطاقة مع التقنية وأصبح أكثر تعقيدًا بشكل تدريجي. وقد أتاح إدخال التقنية النووية وتطور التقنية القائمة الأخرى لتوليد الطاقة بطرق أكثر وعلى نطاق أوسع مما كان ممكناً في السابق. يعتمد تعيين أنواع مختلفة من المهندسين لتصميم وإنشاء وتشغيل محطة جديدة للطاقة على نوع النظام الذي يتم بناؤه مثل ما إذا كانت محطة طاقة نووية أو محطة كهرومائية أو محطة للطاقة الشمسية.

## التاريخ
كانت محطة بيرل ستريت 1882م بدأت بهندسة توليد الطاقة في بدايتها في القرن التاسع عشر عندما تم استخدام أنظمة صغيرة من قبل المصانع الفردية لتوفير الطاقة الكهربائية. في الأصل كان مصدر الطاقة الوحيد هو التيار المستمر أو الأنظمة الحالية المباشرة. في حين أن هذا كان مناسبًا للأعمال إلا أن الكهرباء لم تكن متاحة للجميع. خلال هذه الأوقات كان تشغيل المحرك البخاري الذي يعمل بالفحم مكلفًا ولم تكن هناك طريقة لنقل الطاقة عبر المسافات. كانت الطاقة الكهرومائية واحدة من أكثر أشكال توليد الطاقة استخدامًا حيث يمكن استخدام طواحين الماء في توليد الطاقة لنقلها إلى المدن الصغيرة.
لم يكن ذلك قبل إدخال التيار المتردد أو التيار المتناوب لأنظمة الطاقة التي سمحت بإنشاء محطات توليد الطاقة كما نعرفها اليوم. حيث سمحت أنظمة التيار المتردد بنقل الطاقة عبر مسافات أكبر من أنظمة التيار المستمر المسموح بها وبالتالي يتم إنشاء محطات طاقة كبيرة.

## مبادئ الحكم

### القانون الأول للديناميكا الحرارية
بعبارات بسيطة ينص القانون الأول للديناميكا الحرارية على أنه لا يمكن توليد الطاقة أو تدميرها ومع ذلك يمكن تحويل الطاقة من شكل واحد من الطاقة إلى شكل آخر من أشكال الطاقة. هذا مهم بشكل خاص في توليد الطاقة لأن إنتاج الطاقة في جميع أنواع محطات توليد الطاقة يعتمد على استخدام مولد حيث تستخدم المولدات لتحويل الطاقة الميكانيكية إلى طاقة كهربائية. على سبيل المثال تستخدم توربينات الرياح شفرة كبيرة متصلة بعمود يحول المولد عند تدويره حيث يقوم المولد بعد ذلك بإنشاء الكهرباء بسبب تفاعل الموصل داخل المجال المغناطيسي. في هذه الحالة يتم تحويل الطاقة الميكانيكية التي تولدها الرياح من خلال المولد إلى طاقة كهربائية. تعتمد معظم محطات توليد الطاقة على هذه التحويلات لإنشاء طاقة كهربائية قابلة للاستخدام.

### القانون الثاني للديناميكا الحرارية
يفترض القانون الثاني للديناميكا الحرارية أن الإنتروبيا في نظام مغلق لا يمكن أن تنخفض أبداً. بما أن القانون يتعلق بمحطات توليد الطاقة فإنه يفرض أن الحرارة تتدفق من جسم عند درجة حرارة عالية إلى جسم عند درجة حرارة منخفضة (الجهاز الذي يتم توليد الكهرباء فيه). هذا القانون ذو أهمية خاصة لمحطات الطاقة الحرارية التي تستمد طاقتها من احتراق مصدر الوقود.

## أنواع محطات الطاقة
يتم إنشاء جميع محطات الطاقة بنفس الهدف وهي لإنتاج الطاقة الكهربائية بأكبر قدر ممكن من الكفاءة. ومع تطور التقنية تطورت مصادر الطاقة المستخدمة في محطات توليد الطاقة أيضا أدى إدخال المزيد من أشكال الطاقة المتجددة والمستدامة إلى زيادة في تحسين وإنشاء محطات طاقة معينة.

### محطات الطاقة الكهرومائية

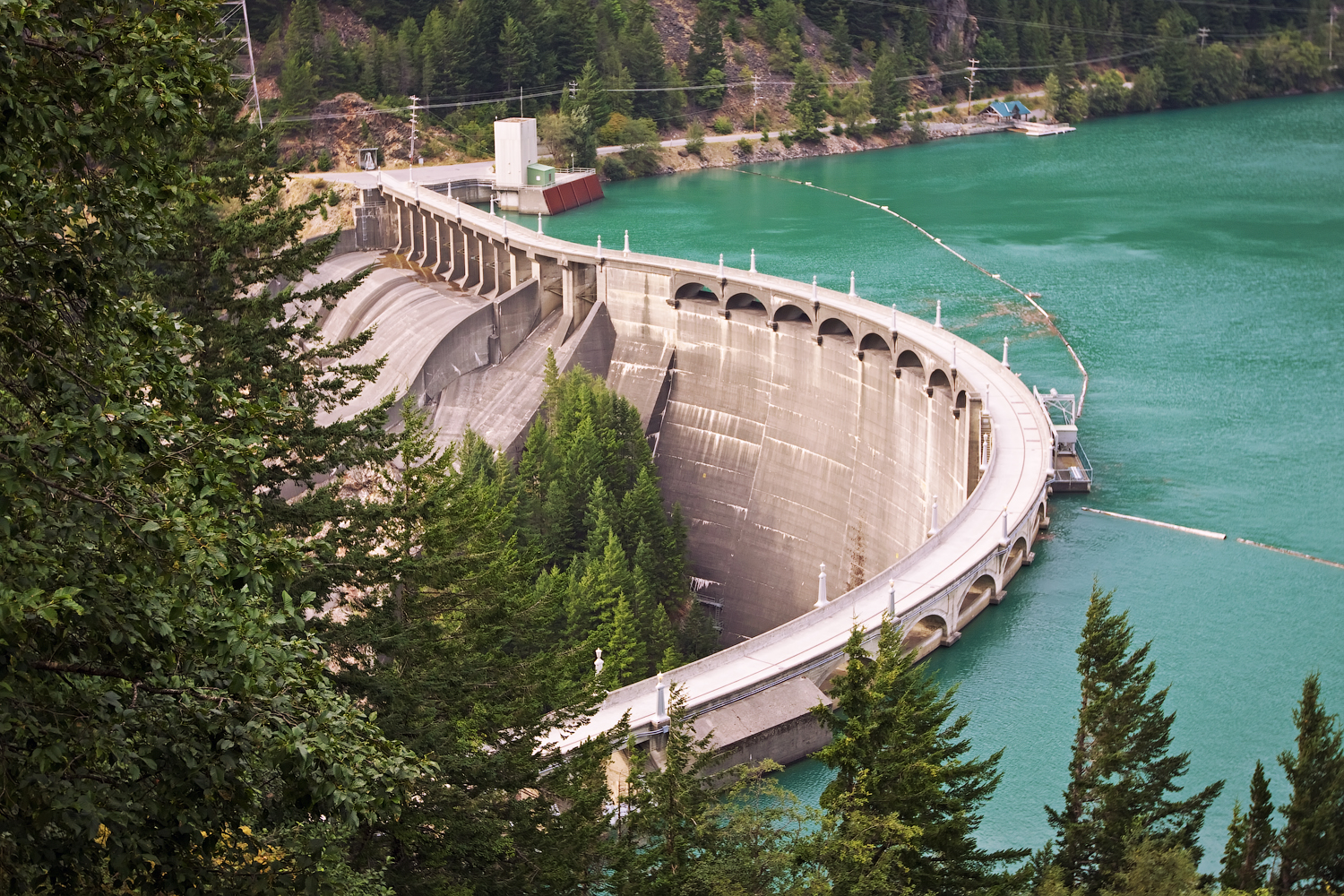
سد كهرومائي

وهي عبارة عن سد كهرومائي لتوليد الطاقة الكهرومائية باستخدام قوة المياه لتحويل المولدات. تعمل محطات توليد الطاقة الكهرومائية على نحو مماثل في كل منها بحيث تنطوي على إنشاء حاجز لمنع تدفق المياه بمعدل لا يمكن السيطرة عليه ومن ثم التحكم في معدل تدفق المياه للمرور عبر التوربينات لتوليد الكهرباء على مستوى مثالي حيث أن المهندسون الميكانيكيون مسؤولون عن حساب معدلات التدفق والحسابات الحجمية الأخرى اللازمة لتحويل المولدات إلى مواصفات المهندسين الكهربائيين. تعمل محطات توليد الطاقة الكهرمائية التي يتم ضخها بطريقة مماثلة ولكنها تعمل فقط في ساعات الذروة من الطلب على الطاقة. في ساعات الهدوء يتم ضخ الماء إلى الأعلى ثم يتم إطلاقه في ساعات الذروة للتدفق من ارتفاع مرتفع إلى منخفض لتحويل التوربينات. إن المعرفة الهندسية المطلوبة لتقييم أداء محطات الطاقة الكهرمائية للتخزين الضخ متشابهة إلى حد كبير مع محطات توليد الطاقة الكهربائية.

### محطات توليد الطاقة الحرارية

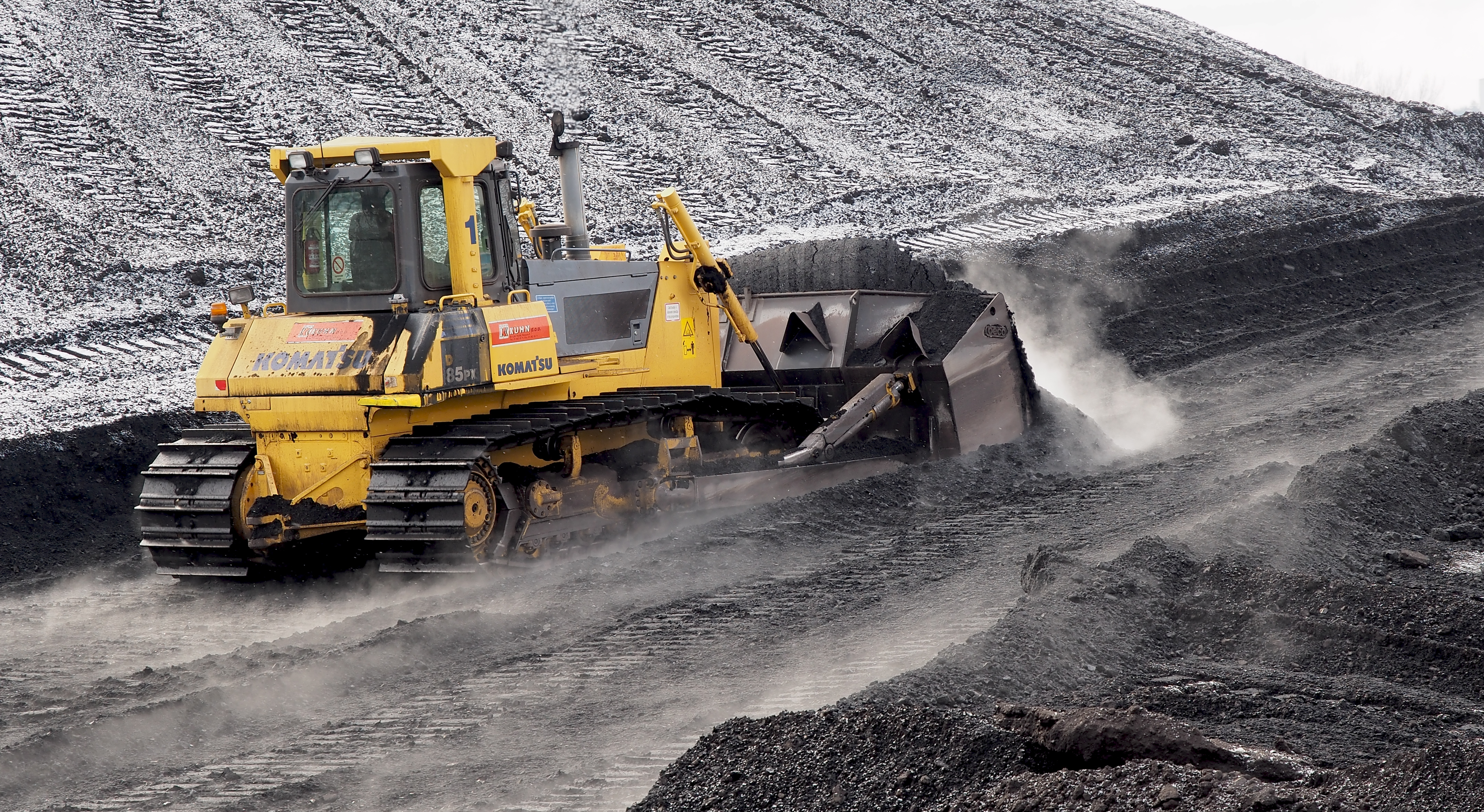
يتم دفع الفحم إلى محطة لتوليد الطاقة بالفحم

وتنقسم إلى فئتين مختلفتين تلك التي تخلق الكهرباء عن طريق حرق الوقود وتلك التي تنشئ الكهرباء عبر المحرك الرئيسي. أحد الأمثلة الشائعة لمحطة الطاقة الحرارية التي تنتج الكهرباء باستهلاك الوقود هي محطة الطاقة النووية. تستخدم محطات الطاقة النووية حرارة مفاعل نووي لتحويل الماء إلى بخار. يتم إرسال هذا البخار من خلال توربين متصل بمولد كهربائي لتوليد الكهرباء. تمثل محطات الطاقة النووية 20٪ من توليد الكهرباء في الولايات المتحدة. مثال آخر على محطة لتوليد الطاقة بالوقود هو محطة لتوليد الطاقة من الفحم. تنتج محطات توليد الكهرباء من الفحم 50٪ من إمدادات الكهرباء في الولايات المتحدة. حيث تعمل محطات توليد الطاقة بالفحم بطريقة مشابهة لمحطات الطاقة النووية حيث أن الحرارة الناتجة عن حرق الفحم تعمل على توليد التوربينات البخار والمولدات الكهربائية. هناك عدة أنواع من المهندسين الذين يعملون في محطة للطاقة الحرارية حيث يحافظ المهندسون الميكانيكيون على أداء محطات الطاقة الحرارية. أما المهندس النووي عموما يتعامل مع كفاءة الوقود والتخلص من النفايات النووية. ومع ذلك في محطات الطاقة النووية تعمل مباشرة مع المعدات النووية. أما المهندسون الكهربائيون يتعاملون مع معدات توليد الطاقة بالإضافة إلى الحسابات.

### محطات الطاقة الشمسية

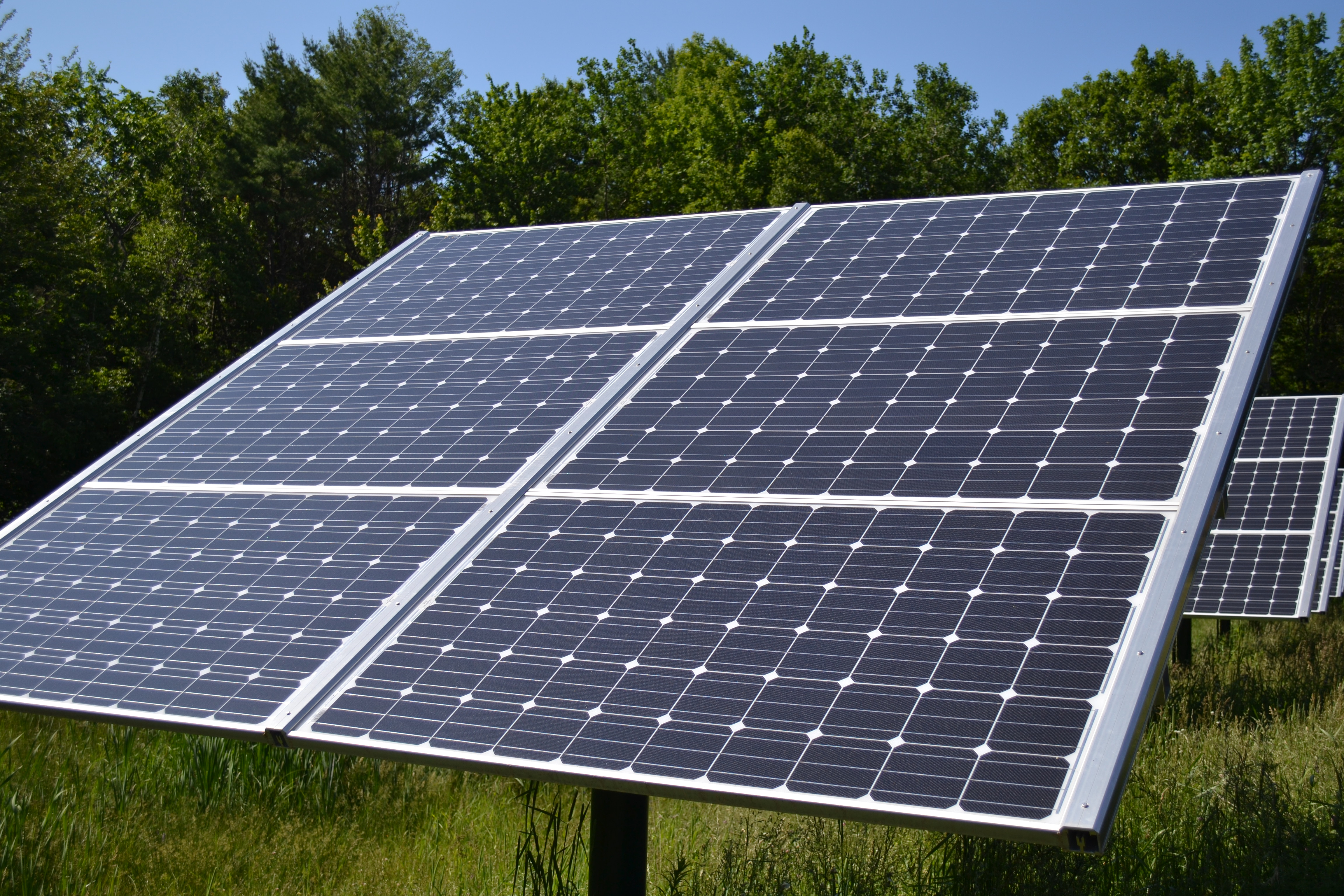
الطاقة الشمسية

تستمد محطات الطاقة الشمسية طاقتها من أشعة الشمس والتي يتم الوصول إليها عبر الخلايا الكهروضوئية. يتم بناء الألواح الشمسية باستخدام الخلايا الضوئية المصنوعة من مواد أشباه الموصلات التي تطلق الإلكترونات عند تسخينها بواسطة الطاقة الحرارية للشمس حيث أن التدفق الجديد للإلكترونات يولد الكهرباء داخل الخلية في حين أن الكهروضوئية هي طريقة فعالة لإنتاج الكهرباء إلا أنها تحترق بعد مرور عقد من الزمن وبالتالي يجب استبدالها ومع ذلك فإن كفاءتها وتكلفتها ونقص الضوضاء / الملوثات المادية تجعلها واحدة من أنظف أنواع الطاقة وأقلها تكلفة وتتطلب محطات الطاقة الشمسية عمل العديد من جوانب الهندسة حيث أن المهندسون الكهربائيون مهمون بشكل خاص في بناء الألواح الشمسية وربطها بشبكة وأيضاً مهندسي الحاسب الآلي يقومون برموز الخلايا بأنفسهم بحيث يمكن إنتاج الكهرباء بفعالية وكفاءة ويلعب المهندسون المدنيون دورًا هامًا للغاية في تحديد المناطق التي تستطيع فيها محطات الطاقة الشمسية جمع معظم الطاقة.

### محطات طاقة الرياح

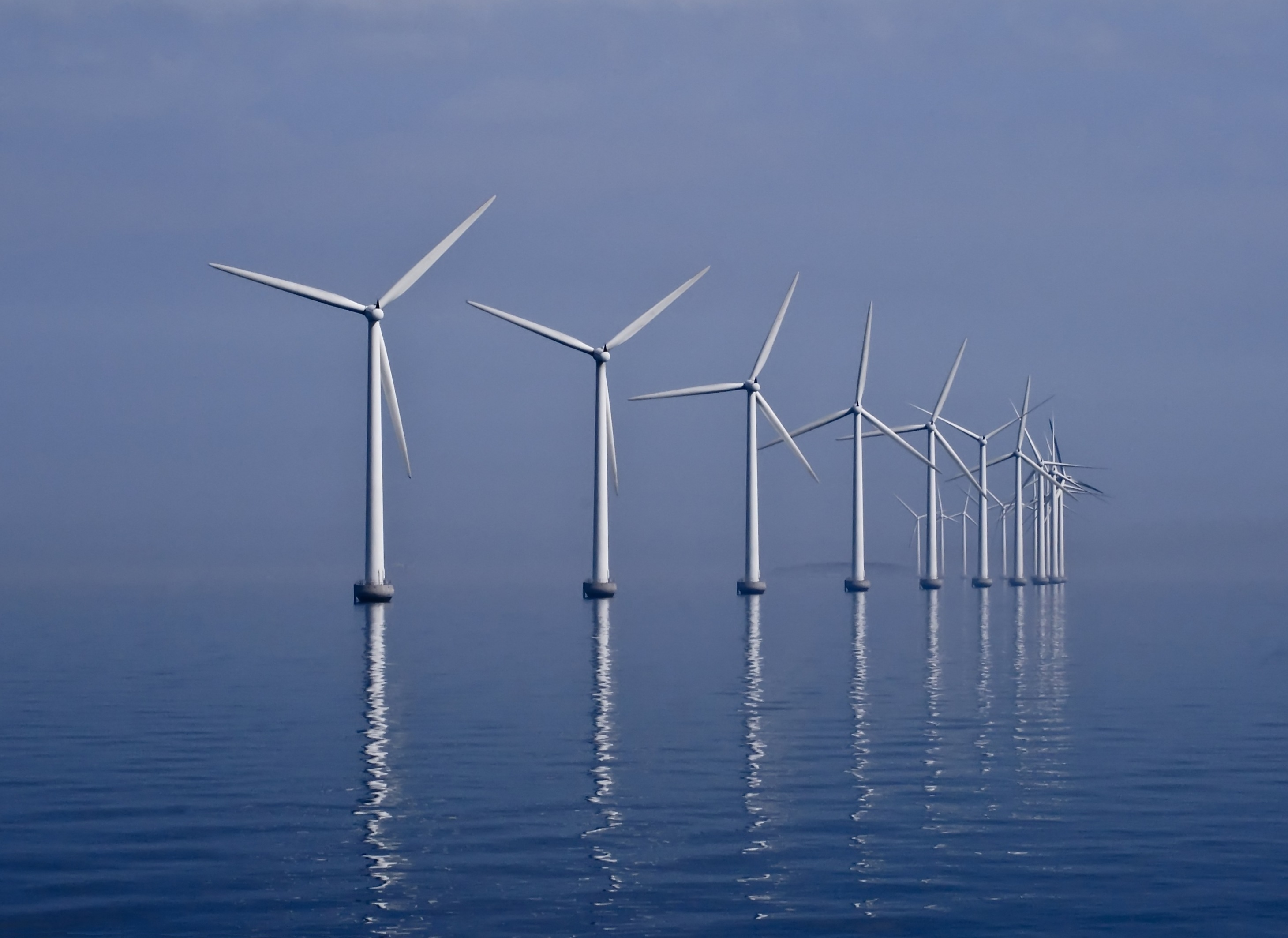
محطة طاقة الرياح

تستمد محطات طاقة الرياح المعروفة أيضًا باسم توربينات الرياح طاقتها من الريح عن طريق توصيل مولد إلى شفرات المروحة وباستخدام الحركة الدورانية التي تسببها الرياح لتشغيل المولد ثم يتم تغذية الطاقة المولدة مرة أخرى إلى شبكة الطاقة. يمكن تنفيذ محطات طاقة الرياح على مساحات كبيرة من الأراضي المفتوحة أو على مسطحات مائية كبيرة مثل المحيطات حيث انهم ببساطة يعتمدون على المناطق التي تعاني من كميات كبيرة من الرياح. من الناحية الفنية تعتبر توربينات الرياح أحد أشكال الطاقة الشمسية حيث أنها تعتمد على فروق الضغط الناتجة عن التسخين غير المتساوي لجو الأرض. توربينات الرياح هي التماس معرفة من قبل مهندسي الميكانيكيا والكهرباء والمدنية. معرفة ديناميكيات السوائل من مساعدي المهندسين الميكانيكيين أمر حاسم في تحديد جدوى مواقع توربينات الرياح ويضمن المهندسون الكهربائيون إمكانية توليد الطاقة ونقلها والمهندسون المدنيون مهمون في بناء واستخدام توربينات الرياح.

## التعليم
هندسة الطاقة وهي تغطي مجموعة واسعة من التخصصات الهندسية. حيث يمكن الحصول على المعلومات من المهندسين الميكانيكيين والكهربائيين والنوويين والمدنيين.

### ميكانيكي
يعمل المهندسون الميكانيكيون على صيانة الآلات التي تستخدم في تشغيل المحطة والتحكم فيها للعمل في هذا المجال يحتاج المهندسون الميكانيكيون إلى درجة البكالوريوس في الهندسة والتراخيص الممنوحة في امتحان الهندسة المهنية (PE) والامتحان الهندسي الأساسي (FE). وللمهندسين الميكانيكيين أدوار إضافية يلزم النظر فيها على أساس حياتهم المهنية. حيث يتأكد المهندسون الميكانيكيون من أن الآلات الثقيلة مثل الغلايات والتوربينات تعمل في حالة مثالية ويتم توليد الطاقة باستمرار. كما يعمل المهندسون الميكانيكيون مع عمليات المصنع.

### الكهرباء
يعمل المهندسون الكهربائيون مع الأجهزة الكهربائية مع التأكد من أن الأدوات والأجهزة الإلكترونية تعمل على مستوى الشركة وعلى مستوى الدولة. حيث أنها تتطلب تراخيص اجتياز كل من امتحان الهندسة المهنية (PE) والامتحانات الهندسية الأساسية (FE).

### نووي
يقوم المهندسون النوويون بتطوير وطرق البحث والآلات والأنظمة المتعلقة بالإشعاع والطاقة في المستويات دون الذرية حيث أنها تتطلب خبرة في الموقع ودرجة البكالوريوس في الهندسة. هؤلاء المهندسين يعملون في محطات الطاقة النووية ويتطلبون تراخيص للممارسة أثناء العمل في محطة توليد الكهرباء. وهي تتطلب خبرة في العمل واجتياز الامتحانات الهندسية المهنية (PE) والامتحانات الهندسية الأساسية (FE) ويعمل المهندسون النوويون على معالجة المواد النووية وعمليات محطة الطاقة النووية حيث يمكن أن تتراوح هذه العمليات بين معالجة النفايات النووية وتجارب المواد النووية وتصميم المعدات النووية.

### مدني
يركز المهندسون المدنيون على بناء محطة الطاقة ويتطلب المهندسون المدنيون اجتياز امتحان الهندسة المهنية (PE) والامتحان الهندسي الأساسي (FE) حيث يعملون على التأكد من هيكل محطة الطاقة وموقع وتصميم وسلامة محطة الطاقة.

## المجالات
يتكون تشغيل وصيانة محطة توليد الطاقة تحسين كفاءة وإنتاج الطاقة لمحطات الطاقة وضمان التشغيل على المدى الطويل. هذه المحطات الكهربائية واسعة النطاق وتستخدم لتزويد الطاقة للمجتمعات والصناعة.